# Litoria barringtonensis
Litoria barringtonensis és una espècie de granota que es troba a Austràlia.